# دنیل موررا
دنیل موررا (فرانسوی: Daniel Moreira‎؛ زادهٔ ۸ اوت ۱۹۷۷) بازیکن سابق فوتبال اهل فرانسه است که در پست مهاجم بازی می‌کرد.
از باشگاه‌هایی که در آن بازی کرده‌است می‌توان به باشگاه فوتبال والنسین، باشگاه فوتبال گنگام، باشگاه فوتبال رن، باشگاه فوتبال لانس، و باشگاه فوتبال تولوز اشاره کرد.
وی همچنین در تیم ملی فوتبال فرانسه بازی کرده‌است.